# Laura Stoeri
Laura Stoeri (née le 30 juillet 1996) est une joueuse d'échecs suisse. Elle détient le titre maître FIDE Féminine (MFF).

## Carrière
Laura Stoeri remporte le championnat de Suisse d'échecs féminin à Flims en 2016,. Dans sa jeunesse, elle est notamment formée par le grand maître Arthur Youssoupov.
Laura Stoeri participe aux Olympiades d'échecs en 2012, 2014 et 2016 avec l'équipe féminine suisse. Elle marque 15,5 points en 26 matchs.
Laura Stoeri joue pour le club d'échecs de Genève et pour le club d'échecs de Neuchâtel en Ligue nationale suisse A. Elle est membre du club d'échecs de Payerne, avec lequel elle joue en championnat de Suisse d'échecs des clubs lors de la saison 2019/20. Dans le Top 12 français, la plus haute ligue française, elle joue pour le club de l'échiquier chalonnais, et au sein de la Ligue britannique des quatre nations pour Cheddleton.

## Vie privée
Son frère Simon, de deux ans son aîné, détient lui aussi le titre de maître FIDE.